# Christopher Dahl
Christopher Johan Steckmest Dahl (* 8. Dezember 1898 in Oslo; † 26. Dezember 1966 ebenda) war ein norwegischer Segler.

## Erfolge
Christopher Dahl, Mitglied des Kongelig Norsk Seilforening, nahm an den Olympischen Spielen 1924 in Paris in der 6-Meter-Klasse als Crewmitglied teil. Mit der Elisabeth V qualifizierte er sich dank zwei ersten Plätzen in den ersten drei Wettfahrten für das Halbfinale, das in zwei Wettfahrten ausgetragen wurde. In beiden gelang der Elisabeth V ein Sieg, sodass Dahl mit Crewpartner Eugen Lunde und Skipper Anders Lundgren vor dem dänischen und dem niederländischen Boot Olympiasieger wurde.